# Robert E. Sherwood
Robert Emmet Sherwood (New Rochelle, 4 de abril de 1896 – Nova Iorque, 14 de novembro de 1955) foi um dramaturgo e roteirista norte-americano, vencedor de três prêmios Pulitzer.

## Biografia
Robert Emmet Sherwood foi educado na Milton Academy e na Universidade de Harvard. Além de escrever peças, também trabalhou como roteirista, a partir de 1926, e vários trabalhos seus foram adaptados para o cinema.
Seu primeiro trabalho, “The Road to Rome”, em 1927, foi recebido com grande sucesso. A insensatez da guerra foi tema constante nos trabalhos de Sherwood, incluindo seu “Idiot's Delight”, de 1936, com o qual ganhou o Prêmio Pulitzer pela primeira vez. 
Recebeu o segundo Pulitzer com “Abe Lincoln in Illinois”, em 1938, e em 1940, com “There Shall Be No Night”, que conta a história da invasão russa à Finlândia, recebeu o terceiro Pulitzer.
Sherwood faleceu de ataque cardíaco em 1955.

## Obras principais
- “The Road to Rome” (1927) - (A Estrada para Roma)
- “The Love Nest” (1927)
- “The Queen's Husband” (1928)
- “Waterloo Bridge” (1930) – (A Ponte de Waterloo).
- “This is New York” (1930)
- “Reunion in Vienna” (1931)
- “Acropolis” (1933)
- “The Petrified Forest” (1935)
- "Tovarich” (1935)
- “Idiot's Delight” (1936) – recebeu o Prêmio Pulitzer
- “Abe Lincoln in Illinois” (1938) – recebeu o Prémio Pulitzer de Teatro.
- “There Shall Be No Night” (1940) – recebeu o Prémio Pulitzer de Teatro
- “The Rugged Path” (1945)
- “Small War on Murray Hill”

## Sherwood no cinema
A maioria das peças de Sherwood foi adaptada para o cinema, em parceria com outros roteiristas, além de ter colaborado em diversos roteiros adaptados.
- Em 1927, a peça “The Road to Rome” foi adaptada para o cinema sob o título “The Private Life of Helen of Troy”, sob a direção de Alexander Korda e as atuações de Maria Corda e Lewis Stone.
- Em 1931, a peça “The Queen’s Husband” foi adaptada para o filme “The Royal Bed”, sob a direção de Lowell Sherman, e as atuações de Lowell Sherman e Mary Astor.
- A peça "Waterloo Bridge" foi adaptada para o cinema em 1931, e posteriormente em 1940, sob o mesmo título. Em 1931, as atuações foram de Mae Clarke, Douglass Montgomery e Bette Davis, sob a direção de James Whale. Em 1940,  as atuações foram de Robert Taylor, Vivien Leigh e Virgínia Field, sob a direção de Mervyn LeRoy. Em 1956, o filme “Gaby”, com Leslie Caron e John Kerr, sob a direção de Curtis Bernhardt, foi uma versão adaptada de “Waterloo Bridge”.
- Em 1932, a peça “This is New York” foi adaptada para o cinema sob o título “Two Kinds of Women”, sob a direção de William C. de Mille. Atuações de Miriam Hopkins e Phillips Holmes.
- Em 1933, a peça “Reunion in Vienna” foi filmada sob a direção de Sidney Franklyn, sob a atuação de John Barrymore e Diana Wynyard.
- “Tovarich”, em 1937, teve a atuação de Claudette Colbert, Charles Boyer, Basil Rathbone e Anita Louise, sob a direção de Anatole Litvak.
- “The Petrified Forest”, em 1936, com o roteiro de Delmer Daves e Charles Kenyon, foi uma versão da peça de Sherwood. Teve as atuações de Leslie Howard, Bette Davis e Humphrey Bogart, e a direção de Archie Mayo.
- “Idiot’s Delight”, em 1939, foi dirigido por Clarence Brown, e teve as atuações de Norma Shearer, Clark Gable, Edward Arnold e Burgess Meredith.
- “Abe Lincoln in Illinois”, em 1940, foi dirigido por John Cromwell, e teve a atuação de Raymond Massey, Gene Lockhart, Ruth Gordon e Howard da Silva.
- Sherwood trabalhou com Alfred Hitchcock e sua assistente Joan Harrison no roteiro do filme "Rebecca", em 1940, baseado no romance de Daphne Du Maurier e adaptado por Philip Mac Donald e Michael Hogan. O filme contou com a atuação de Joan Fontaine e Laurence Olivier.
- Em 1946, Sherwood escreveu o roteiro do filme The Best Years of Our Lives para o diretor William Wyler e a história de MacKinlay Kantor, recebendo o Oscar de Roteiro. O filme foi estrelado por Fredric March, Myrna Loy, Dana Andrews, Teresa Wright e Virgínia Mayo.
- Em 1953 escreveu o roteiro adaptado de Man on a Tightrope.

## Sherwood no Brasil
A peça “Waterloo Bridge” (A Ponte de Waterloo), de1930, teve duas adaptações para telenovela no Brasil, em 1959 e em 1967, na TV Tupi, ambas de Geraldo Vietri.